# Уиллоуби, Роберт, 1-й барон Уиллоуби де Брок
Роберт Уиллоуби, 1-й барон Уиллоуби де Брок, де-юре 9-й барон Латимер (англ. Robert Willoughby, 1st Baron Willoughby de Broke; ок. 1452 — 23 августа 1502) — английский дворянин, политик и военный. Один из главных командиров королевских войск Генриха VII во время подавления восстания в Корнуолле 1497 года.

## Биография
Роберт Уиллоуби родился в Бруке в графстве Уилтшир примерно в 1452 году. Он был сыном сэра Джона Уиллоуби (около 1421 — до 1477) и Энн Чейни, второй дочери сэра Эдмунда Чейни из Брука. Роберт занимал должности младшего шерифа Корнуолла (1478—1479) главного шерифа Девона (1480—1481 и 1487—1488), управляющего герцогства Корнуолл. В 1492 году он был вызван в парламент как лорд Уиллоуби де Брок (этот титул связан с поместьем Брок в Уилтшире).
Уиллоуби умер в поместье Каллингтон в 1502 году. Он завещал, чтобы его похоронили в местной приходской церкви.

## Брак и дети
Роберт женился в 1472 году на Бланш Чамперноун, дочери и наследнице Джона Чамперноуна из Бер-Феррерса, Девон, и Элизабет Бигбери. Благодаря этому браку Уиллоуби приобрёл поместья Каллингтон и Бер-Феррерс.
Бланш родила четырёх детей. Это были:
- Роберт Уиллоуби, 2-й барон Уиллоуби де Брок (1472 — 10 ноября 1521)[4];
- Элизабет Уиллоуби, 1-й муж — Джон Динхем, 1-й барон Динхем (1433—1501); 2-й муж — Уильям Фицалан, 18-й граф Арундел (1476—1544);
- Джон Уиллоуби (умер молодым);
- Энтони Уиллоуби (умер молодым).